# Фотокаталізатор
Фо́токаталіза́тор (англ. photocatalyst, рос. фотокатализатор) — каталізатор, молекули якого після поглинання кванту світла здатні викликати хімічні зміни в молекулярних частинках реактантів, взаємодіючи з ними в проміжних стадіях і регенеруючись до початкового стану після кожного циклу таких взаємодій.